# Till I Come Back to You
Pour plus de détails, voir Fiche technique et Distribution.
Till I Come Back to You  est un film d'espionnage américain réalisé par Cecil B. DeMille, sorti en 1918.

## Synopsis
Au début de la Grande Guerre, la Belge Yvonne est mariée à Karl Von Krutz, qui lui confesse être en réalité un espion à la solde de l'Empire Allemand. Plus tard, un capitaine américain, qui est aussi espion, annule une mission pour sauver la vie d'Yvonne ainsi que les orphelins dont elle a la charge. Pour cet acte contraire à ses ordres, il devra passer en cour martiale.

## Fiche technique
- Titre : Till I Come Back to You
- Réalisation : Cecil B. DeMille
- Scénario : Jeanie Macpherson
- Direction artistique : Wilfred Buckland
- Photographie : Alvin Wyckoff
- Montage : Anne Bauchens
- Société de production : Paramount Pictures
- Pays de production : États-Unis
- Format : Noir et blanc - 1,33:1 - Film muet
- Genre : drame
- Durée : 60 minutes
- Date de sortie : 1918

## Distribution
- Bryant Washburn : Capitaine Jefferson Strong
- Florence Vidor : Yvonne
- Gustav von Seyffertitz : Karl Von Krutz
- Winter Hall : le Roi Albert
- Georgie Stone : Little Jacques
- Julia Faye : Susette
- Lillian Leighton : Margot
- Clarence Geldart : Colonel
- Mae Giraci : Rosa
- William Irving : Stroheim
- Monte Blue